# سختی (واج‌شناسی)
در واج‌شناسی، سختی (انگلیسی: Tenseness) در کلی‌ترین تعریف به تلفظ یک آوا با کشش یا انقباض ماهیچه‌ای بیشتر از حد معمول گفته می‌شود.